# Cerebras Systems
Cerebras Systems — американская компания, занимающаяся искусственным интеллектом, с офисами в Кремниевой долине, Сан-Диего, Торонто и Токио. Cerebras создает компьютерные системы для сложных приложений искусственного интеллекта, требующих глубокого обучения.

## История
Cerebras была основана в 2015 году Эндрю Фельдманом, Гэри Лаутербахом, Майклом Джеймсом, Шоном Ли и Жан-Филиппом Фрикером. Эти пять основателей работали вместе в SeaMicro, которая была основана в 2007 году Фельдманом и Лаутербахом и позже была продана AMD в 2012 году за 334 миллиона долларов.
В мае 2016 года Cerebras получила 27 миллионов долларов в виде финансирования серии А под руководством Benchmark Foundation Capital и Eclipse Ventures. В декабре 2016 года финансирование серии B обеспечила компания Coatu Management Llc, а в январе 2017 года финансирование серии C обеспечила компания VY Capital. В ноябре 2018 года Cerebras завершили раунд серии D с 88 миллионами долларов, превратив компанию в единорога. Среди инвесторов этого раунда были Altimeter, VY Capital, Coatue, Foundation Capital, Benchmark и Eclipse.
19 августа 2019 года Cerebras анонсировала свой Wafer-Scale Engine (WSE). В ноябре 2019 года Cerebras завершила раунд серии E с более чем 270 миллионами долларов при оценке в 2,4 миллиарда долларов.
В 2020 году компания объявила об открытии офиса в Японии и партнерстве с Tokyo Electron Devices.
В апреле 2021 года Cerebras анонсировала CS-2, основанную на процессоре Wafer Scale Engine Two (WSE-2), который имеет 850 000 ядер. В августе 2021 года компания анонсировала свою технологию масштабирования нейровычислений, которая может управлять нейронной сетью с более чем 120 триллионами соединений .

## Технология
Cerebras Wafer Scale Engine (WSE) — это единый интегрированный процессор масштаба кремниевой пластины, который включает в себя вычислительные ресурсы, память и межкомпонентную матрицу соединений. WSE-1 является основой Cerebras CS-1, компьютера первого поколения с искусственным интеллектом Cerebras. Это устройство, устанавливаемое в 19-дюймовую стойку, предназначено для обучения ИИ и поддержке рабочих вычислений на основе нейросетей в центрах обработки данных. CS-1 включает в себя один центральный процессор WSE с 400 000 процессорных ядер, а также двенадцать соединений 100 Gigabit Ethernet для передачи и передачи данных. WSE-1 включает 1,2 триллиона транзисторов, 400 000 вычислительных ядер и 18 гигабайт оперативной памяти.
В апреле 2021 года Cerebras анонсировала систему искусственного интеллекта CS-2, основанную на процессоре Wafer Scale Engine 2-го поколения (WSE-2), производимом по 7-нм техпроцессу TSMC. Вычислительный комплекс имеет высоту 26 дюймов и умещается в одну треть стандартной стойки центра обработки данных. Процессор Cerebras WSE-2 обладает 850 000 ядрами, на пластине-процессоре размещаются 2,6 триллиона транзисторов. WSE-2, по сравнению с предыдущей версией, расширил объём встроенной SRAM до 40 гигабайт, пропускную способность памяти до 20 петабайт в секунду и общую пропускную способность фабрики соединений до 220 петабит в секунду.
В августе 2021 года компания объявила о своем решении для масштабирования нейровычислений, которое объединяет несколько интегральных схем (обычно называемых «чипами») в нейронную сеть с множеством соединений. Это позволяет единой системе поддерживать модели ИИ с более чем 120 триллионами параметров. Такое решение включает четыре нововведения: Cerebras Weight Streaming, новую архитектуру исполнения программного обеспечения; Cerebras MemoryX, технология расширения памяти; Cerebras SwarmX, оптимизированная для ИИ коммуникационная ткань; и Selectable Sparsity, технология динамического сбора разреженных частиц.

## Использование
Сообщается, что технологии Cerebras используют клиенты, работающие в фармацевтическом и медико-биологическом секторах.
В 2020 году GlaxoSmithKline (GSK) начала использовать систему искусственного интеллекта Cerebras CS-1 в своем лондонском центре искусственного интеллекта для моделирования нейронных сетей, чтобы ускорить генетические и геномные исследования и сократить время, необходимое для открытия лекарств. Исследовательская группа GSK смогла повысить сложность моделей кодировщиков, которые они могли генерировать, одновременно сократив время обучения. Среди других клиентов фармацевтической отрасли — компания AstraZeneca, которая смогла сократить время обучения с двух недель на кластере графических процессоров до двух дней с помощью системы Cerebras CS-1.
Аргоннская национальная лаборатория использует CS-1 с 2020 года в исследованиях COVID-19 и раковых опухолях на основе крупнейшей в мире базы данных по лечению рака. Серия моделей, запущенных на CS-1 для прогнозирования реакции лекарств от рака на опухоли, достигла ускорения во много сотен раз на CS-1 по сравнению с исходным уровнем производительности, обеспечиваемым GPU.
Суперкомпьютер Lassen Национальной лаборатории Лоуренса Ливермора использовал CS-1 как для классифицированных, так и в несекретных задач для физического моделирования.
В августе 2021 года Cerebras объявила о партнерстве с компанией Peptilogics, занимающейся биотехнологической платформой, по разработке решений искусственного интеллекта для ускорения цикла разработки пептидных терапевтических средств.

## Примеры выпущенных устройств
- Система Cerebras CS-1 на процессоре WSE-1 (2020 год)[17];
- Система Cerebras CS-2 на процессоре WSE-2 (2022 год)[18].